# Бориспільська єпархія УПЦ (МП)
Бориспільська єпархія — єпархія РПЦвУ в адміністративних межах районів: Баришівський район, Бориспільський район, Броварський район, Вишгородський район, Згурівський район, Переяслав-Хмельницький район та Яготинський район; міст Березань, Бориспіль, Бровари; Київська область.

## Історія

### Вікаріатство
22 листопада 2006 року рішенням синоду було утворено Бориспільське вікаріатство Київської єпархії РПЦвУ з обранням єпископом Бориспільським архімандрита Антонія (Паканича).

### Єпархія
Бориспільська єпархія була утворена рішенням синоду РПЦвУ 25 вересня 2013 шляхом виділення зі складу Київської єпархії. Правлячим архієреєм із дня заснування є митрополит Бориспільський і Броварський Антоній Паканич.
Основним кафедральним собором єпархії є Свято-Покровський собор Борисполя. Другим кафедральним собором є Свято-Петропавлівський собор Броварів. У грудні 2022 року СБУ провели обшуки в Свято-Покровському кафедральному соборі.

## Храми і монастирі
Єпархія складається з 13 благочинь, має 6 монастирів і понад 170 храмів.

### Монастирі
Всі монастирі входять до монастирського благочиння єпархії.
- Архангело-Михайлівський чоловічий монастир (Переяслав)
- На честь ікони Божої Матері «Живоносне Джерело» чоловічий монастир (Бориспіль)
- Вознесенський чоловічий монастир (Переяслав)
- Жіночий монастир на честь преподобномучениці великої княгині Єлисавети
- Спасо-Преображенський чоловічий монастир (с. Княжичі)
- Успенський жіночий монастир (с. Райківщина)

### Храми
| Храм                                                                                        | Благочиння                  | Населений пункт | Діє з |
| ------------------------------------------------------------------------------------------- | --------------------------- | --- | ----- |
| Храм великомученика Пантелеймона (Баришівка)                                                | Баришівське                 | Баришівка, смт. |       |
| Храм великомученика Пантелеймона (Бакумівка)                                                | Баришівське                 | Бакумівка, с. |       |
| Свято-Троїцький храм (Пасічна)                                                              | Баришівське                 | Пасічна, с. |       |
| Храм Вознесіння Христового (Лук'янівка)                                                     | Баришівське                 | Лук'янівка, с. |       |
| Храм Вознесіння Христового (Селичівка)                                                      | Баришівське                 | Селичівка, с. |       |
| Храм Воскресіння Христового (Рудницьке)                                                     | Баришівське                 | Рудницьке, с. |       |
| Храм Благовіщення Божої Матері (Баришівка)                                                  | Баришівське                 | Баришівка, смт. |       |
| Храм рівноапостольного князя Володимира (Дернівка)                                          | Баришівське                 | Дернівка, с. |       |
| Храм Різдва Пресвятої Богородиці (Перемога)                                                 | Баришівське                 | Перемога, с. |       |
| Храм Різдва св. Іоанна Предтечі (Сезенків)                                                  | Баришівське                 | Сезенків, с. |       |
| Храм святого архістратига Михаїла (Лукаші)                                                  | Баришівське                 | Лукаші, с. |       |
| Храм святого великомученика Георгія (Селище)                                                | Баришівське                 | Селище, с. | 1965  |
| Храм святого пророка Іллі (Паришків)                                                        | Баришівське                 | Паришків, с. |       |
| Храм святителя Миколая (Гостролуччя)                                                        | Баришівське                 | Гостролуччя, с. |       |
| Храм святителя Миколая (Корніївка)                                                          | Баришівське                 | Корніївка, с. |       |
| Храм Успіння Пресвятої Богородиці (Морозівка)                                               | Баришівське                 | Морозівка, с. |       |
| Храм Успіння Пресвятої Богородиці (Баришівка)                                               | Баришівське                 | Баришівка, смт. |       |
| Свято-Троїцький храм с. Недра                                                               | Березанське                 | |       |
| Храм на честь свт. Миколая Чудотворця с. Бзів                                               | Березанське                 | |       |
| Храм святителя Софронія Іркутського, місто Березань                                         | Березанське                 | |       |
| Парафія на честь св. архідиякона Стефана с. Семенівка                                       | Березанське                 | |       |
| Свято-Троїцький храм с. Веселинівка                                                         | Березанське                 | |       |
| Храм Благовіщення Пресвятої Богородиці м. Березань                                          | Березанське                 | |       |
| Храм в честь Предтечі Господнього Іоанна с. Лехнівка                                        | Березанське                 | |       |
| Храм на честь ікони Божої Матері «Всіх скорботних радість» с. Яблуневе                      | Березанське                 | |       |
| Храм на честь Архістратига Михаїла м. Березань                                              | Березанське                 | |       |
| Храм на честь всіх преподобних Києво-Печерських (виправна колонія) м. Березань              | Березанське                 | |       |
| Храм на честь Покрова Пресвятої Богородиці с. Поділля                                       | Березанське                 | |       |
| Храм на честь Покрови Пресвятої Богородиці с. Борщів                                        | Березанське                 | |       |
| Храм на честь Різдва Божої Матері с. Волошинівка                                            | Березанське                 | |       |
| Храм на честь св. кн. Олександра Невського с. Ярешки                                        | Березанське                 | |       |
| Храм на честь священномученика Власія с. Коржі                                              | Березанське                 | |       |
| Храм на честь Успіння Пресвятої Богородиці м. Березань                                      | Березанське                 | |       |
| Храм на честь святої великомучениці Ірини с. Пилипча                                        | Березанське                 | |       |
| Храм на честь апп. Петра і Павла м. Бориспіль                                               | Бориспільське перше         | |       |
| Храм на честь вмц. Ірини с. Мирне                                                           | Бориспільське перше         | |       |
| Храм на честь Вознесіння Господнього с. Дударків                                            | Бориспільське перше         | |       |
| Храм на честь Вознесіння Господнього с. Кучаків                                             | Бориспільське перше         | |       |
| Храм на честь Нерукотворного Образа Спасителя м. Бориспіль                                  | Бориспільське перше         | |       |
| Храм на честь Різдва Пресвятої Богородиці с. Лебедин                                        | Бориспільське перше         | |       |
| Храм на честь св. кн. Володимира с. Нестерівка                                              | Бориспільське перше         | |       |
| Храм на честь св. пророка Іллі м. Бориспіль                                                 | Бориспільське перше         | |       |
| Храм на честь св. рівноап. Ніни с. Велика Олександрівка                                     | Бориспільське перше         | |       |
| Храм на честь свт. Харлампія с. Сеньківка                                                   | Бориспільське перше         | |       |
| Храм на честь святого Архістратига Михаїла с. Іванків                                       | Бориспільське перше         | |       |
| Храм на честь святого Архістратига Михаїла с. Любарці                                       | Бориспільське перше         | |       |
| Храм на честь святого Архістратига Михаїла с. Велика Стариця                                | Бориспільське перше         | |       |
| Храм на честь Чуда Архістратига Михаїла с. Мала Стариця                                     | Бориспільське перше         | |       |
| Храм Покрова Божої Матері с. Сулимівка                                                      | Бориспільське перше         | |       |
| Храм на честь святого Архістратига Михаїла с. Проців                                        | Бориспільське друге         | |       |
| Храм на честь апп. Петра і Павла с. Петрівське                                              | Бориспільське друге         | |       |
| Храм на честь Покрови Божої Матері с. Глибоке                                               | Бориспільське друге         | |       |
| Храм на честь Покрови Божої Матері с. Гора                                                  | Бориспільське друге         | |       |
| Храм на честь Покрови Божої Матері с. Кийлів                                                | Бориспільське друге         | |       |
| Храм на честь Різдва Божої Матері с. Вороньків                                              | Бориспільське друге         | |       |
| Храм на честь св. вмч. Георгія Побідоносця с. Вишеньки                                      | Бориспільське друге         | |       |
| Храм на честь свт. Миколая Чудотворця с. Рогозів                                            | Бориспільське друге         | |       |
| Храм на честь свт. Миколая Чудотворця с. Щасливе                                            | Бориспільське друге         | |       |
| Храм на честь святителя Миколая с. Гнідин                                                   | Бориспільське друге         | |       |
| Храм на честь Святої Трійці с. Жереб'ятин                                                   | Бориспільське друге         | |       |
| Храм на честь святого Архістратига Михаїла с. Сошників                                      | Бориспільське друге         | |       |
| Храм на честь Успіння Божої Матері с. Ревне                                                 | Бориспільське друге         | |       |
| Храм на честь Успіння Пресвятої Богородиці с. Головурів                                     | Бориспільське друге         | |       |
| Собор святих апостолів Петра і Павла м. Бровари                                             | Броварське перше            | |       |
| Храм на честь вмч. Димитрія Солунського                                                     | Броварське перше            | |       |
| Храм святителя Миколая селища Калита                                                        | Броварське перше            | |       |
| Храм Успіння Богородиці с. Погреби                                                          | Броварське перше            | |       |
| Храм Покрови Божої Матері с. Літки                                                          | Броварське перше            | |       |
| Храм Покрови Божої Матері с. Пухівка                                                        | Броварське перше            | |       |
| Храм Покрови Божої Матері смт. Велика Димерка                                               | Броварське перше            | |       |
| Храм Покрови Божої Матері смт. Калинівка                                                    | Броварське перше            | |       |
| Храм Різдва Богородиці с. Рожни                                                             | Броварське перше            | |       |
| Храм Різдва Богородиці с. Рудня                                                             | Броварське перше            | |       |
| Храм святителя Миколая                                                                      | Броварське перше            | |       |
| Храм Свято-Миколаївський с. Рожівка                                                         | Броварське перше            | |       |
| Храм святої мучениці Параскеви с. Богданівка                                                | Броварське перше            | |       |
| Храм Святої Трійці м. Бровари                                                               | Броварське перше            | |       |
| Георгіївський храм с. Заворичі                                                              | Броварське друге            | |       |
| Храм святого апостола Іоанна Богослова м. Бровари                                           | Броварське друге            | |       |
| Георгіївський храм с. Заворичі                                                              | Броварське друге            | |       |
| Свято-Михайлівський храм с. Жердова                                                         | Броварське друге            | |       |
| Свято-Михайлівський храм с. Красилівка                                                      | Броварське друге            | |       |
| Свято-Михайлівський храм с. Світильне                                                       | Броварське друге            | |       |
| Свято-Михайлівський храм с. Шевченкове                                                      | Броварське друге            | |       |
| Свято-Троїцький храм с. Мокрець                                                             | Броварське друге            | |       |
| Храм Вознесіння Господнього с. Бобрик                                                       | Броварське друге            | |       |
| Храм Покрови Божої Матері с. Плоске                                                         | Броварське друге            | |       |
| Храм Різдва Божої Матері с. Гоголів                                                         | Броварське друге            | |       |
| Храм Різдва Пресвятої Богородиці с. Тарасівка                                               | Броварське друге            | |       |
| Храм Свято-Миколаївський с. Русанів                                                         | Броварське друге            | |       |
| Храм святого великомученика Георгія Побідоносця м. Бровари                                  | Броварське друге            | |       |
| Храм в честь святителя Николая Чудотворца, с. Демидов Вышгородского района Киевской области | Вишгородське перше          | |       |
| Храм на честь вмч. Пантелеімона м. Вишгород                                                 | Вишгородське перше          | |       |
| Храм на честь святого апостола і євангеліста Луки села Вахівка                              | Вишгородське перше          | |       |
| Храм святого Архістратига Михаїла с. Катюжанка                                              | Вишгородське перше          | |       |
| Свято-Троїцький храм м. Вишгород                                                            | Вишгородське перше          | |       |
| Храм великомученика Георгія Побідоносця с. Рудня Димерська                                  | Вишгородське перше          | |       |
| Храм Воздвиження Хреста Господнього с. Любимівка                                            | Вишгородське перше          | |       |
| Храм на честь великомученика Георгія Побідоносця с. Нові Петрівці                           | Вишгородське перше          | |       |
| Храм на честь Казанської ікони Божої Матері с. Сухолуччя                                    | Вишгородське перше          | |       |
| Храм Покрови Божої Матері с. Нові Петрівці                                                  | Вишгородське перше          | |       |
| Храм Покрови Божої Матері с. Синяк                                                          | Вишгородське перше          | |       |
| Храм Різдва Богородиці с. Глібівка                                                          | Вишгородське перше          | |       |
| Храм Різдва Богородиці с. Лютіж                                                             | Вишгородське перше          | |       |
| Храм святителя Миколая с. Ясногородка                                                       | Вишгородське перше          | |       |
| Храм святих Бориса та Гліба м. Вишгород                                                     | Вишгородське перше          | |       |
| Храм Преображения Господня                                                                  | Вишгородське друге          | |       |
| Храм Різдва Божої Матері с. Новосілки                                                       | Вишгородське друге          | |       |
| Храм Святителя Спиридона Епископа Тримифунтского Чудотворца                                 | Вишгородське друге          | |       |
| Храм Казанської ікони Божої Матері с. Вища Дубечня                                          | Вишгородське друге          | |       |
| Храм на честь апп. Петра і Павла с. Пірнове                                                 | Вишгородське друге          | |       |
| Храм Покрови Божої Матері с. Воропаїв                                                       | Вишгородське друге          | |       |
| Храм Преображення Господнього с. Хотянівка                                                  | Вишгородське друге          | |       |
| Храм Преображення Господнього селища Глядин                                                 | Вишгородське друге          | |       |
| Храм пророка Іллі с. Лебедівка                                                              | Вишгородське друге          | |       |
| Храм Різдва св. Іоанна Хрестителя с. Ровжі                                                  | Вишгородське друге          | |       |
| Храм святителя Миколая Пустинного с. Новосілки                                              | Вишгородське друге          | |       |
| Храм святителя Миколая с. Жукин                                                             | Вишгородське друге          | |       |
| Парафія на честь св. Олександра Невського с. Нова Олександрівка                             | Згурівське                  | |       |
| Храм на честь Вознесіння Господнього с. Вознесенське                                        | Згурівське                  | |       |
| Храм на честь Покрова Пресвятої Богородиці с. Жуківка                                       | Згурівське                  | |       |
| Храм на честь Преображення Господнього м. Згурівка                                          | Згурівське                  | |       |
| Храм на честь Різдва Божої Матері с. Красне                                                 | Згурівське                  | |       |
| Храм на честь св. прор. Іллі с. Великий Крупіль                                             | Згурівське                  | |       |
| Храм на честь св. прп. Аркадія с. Аркадіївка                                                | Згурівське                  | |       |
| Храм на честь свт. Миколая Чудотворця с. Войтове                                            | Згурівське                  | |       |
| Храм на честь Святого Духа с. Усівка                                                        | Згурівське                  | |       |
| Храм на честь Успіння Божої Матері с. Пасківщина                                            | Згурівське                  | |       |
| Храм на честь Успіння Божої Матері с. Стара Оржиця                                          | Згурівське                  | |       |
| Храм на честь Успіння Божої Матері с. Черевки                                               | Згурівське                  | |       |
| Парафія на честь вмч. Георгія Побідоносця м. Переяслав                                      | Переяслав-Хмельницьке перше | |       |
| Храм на честь Воздвиження Хреста Господнього с. Дівички                                     | Переяслав-Хмельницьке перше | |       |
| Храм на честь Воздвиження Хреста Господнього с. Дем'янці                                    | Переяслав-Хмельницьке перше | |       |
| Храм на честь св. Іоанна Богослова с. Гайшин                                                | Переяслав-Хмельницьке перше | |       |
| Храм на честь святого Архістратига Михаїла с. Єрківці                                       | Переяслав-Хмельницьке перше | |       |
| Храм на честь святого Архістратига Михаїла с. Пристроми                                     | Переяслав-Хмельницьке перше | |       |
| Храм на честь Успіння Божої Матері м. Переяслав                                             | Переяслав-Хмельницьке перше | |       |
| Парафія на честь Різдва Божої Матері м. Переяслав                                           | Переяслав-Хмельницьке перше | |       |
| Храм на честь Різдва Божої Матері с. Ковалин                                                | Переяслав-Хмельницьке перше | |       |
| Храм на честь Різдва Божої Матері с. Мазінки                                                | Переяслав-Хмельницьке перше | |       |
| Храм на честь св. Параскеви П'ятниці с. Вовчків                                             | Переяслав-Хмельницьке перше | |       |
| Храм на честь свв. Бориса і Гліба м. Переяслав                                              | Переяслав-Хмельницьке перше | |       |
| Храм на честь свт. Миколая Чудотворця с. Дівички 1                                          | Переяслав-Хмельницьке перше | |       |
| Храм на честь свт. Миколая Чудотворця с. Стовпяги                                           | Переяслав-Хмельницьке перше | |       |
| Парафія на честь ікони Божої Матері «Пом'якшення злих сердець» м. Бориспіль                 | Переяслав-Хмельницьке друге | |       |
| Парафія на честь свт. Миколая Чудотворця с. Пологи — Яненки                                 | Переяслав-Хмельницьке друге | |       |
| Парафія на честь свт. Миколая Чудотворця с. Улянівка                                        | Переяслав-Хмельницьке друге | |       |
| Парафія на честь святого Архістратига Михаїла с. Лецьки                                     | Переяслав-Хмельницьке друге | |       |
| Храм на честь ап. Іоанна Богослова с. Строкова                                              | Переяслав-Хмельницьке друге | |       |
| Храм на честь Вознесіння Господнього с. Мала Каратуль                                       | Переяслав-Хмельницьке друге | |       |
| Храм на честь Покрова Божої Матері с. Циблі                                                 | Переяслав-Хмельницьке друге | |       |
| Храм на честь Покрови Божої Матері с. Студеники                                             | Переяслав-Хмельницьке друге | |       |
| Храм на честь прор. Іллі с. Циблі                                                           | Переяслав-Хмельницьке друге | |       |
| Храм на честь Різдва Божої Матері с. Вінинці                                                | Переяслав-Хмельницьке друге | |       |
| Храм на честь Різдва Божої Матері с. Велика Каратуль                                        | Переяслав-Хмельницьке друге | |       |
| Храм на честь святого Архістратига Михаїла с. Хоцьки                                        | Переяслав-Хмельницьке друге | |       |
| Храм Успіння Божої Матері (Лемешівка)                                                       | Яготинське                  | Лемешівка, с. |       |
| Парафія святих апостолів Петра і Павла (Богданівка)                                         | Яготинське                  | Богданівка, с. |       |
| Парафія Успіння Божої Матері (Фарбоване)                                                    | Яготинське                  | Фарбоване, с. https://df.news/2021/05/15/shche-odna-parafiia-na-kyivshchyni-pokynula-rptsvu-i-pryiednalas-do-ptsu/# [Архівовано 15 травня 2021 у Wayback Machine.] |       |
| Храм святителя Миколая Чудотворця (Лозовий Яр)                                              | Яготинське                  | Лозовий Яр, с. |       |
| Храм святителя Миколая Чудотворця (Панфили)                                                 | Яготинське                  | Панфили, с. |       |
| Храм Стрітення Господнього (Сулимівка)                                                      | Яготинське                  | Сулимівка, с. |       |
| Храм Покрова Божої Матері (Яготин)                                                          | Яготинське                  | Яготин, м. |       |
| Храм святого Великомученика Пантелеймона (Яготин)                                           | Яготинське                  | Яготин, м. |       |

## Канонізовані та репресовані священнослужителі
- священномученик Михаїл Под'єльський (1878—1937) — с. Зазим'я Броварського району Київської області. Канонізований Українською Православною Церквою у 2021 році.
- священник Петро Малимон (1898—1937) — с. Мала Стариця Бориспільського району Київської області.

## Галерея

Храм святого Апостола Іоанна Богослова у Броварах
Церква Святих Петра і Павла у Броварах